# Кобалія Михайло Робертович
Михайло Робертович Кобалія (рос. Михаил Робертович Кобалия; нар. 3 травня 1978) – російський шахіст і шаховий тренер (Старший тренер ФІДЕ від 2012 року), гросмейстер від 1997 року.

## Шахова кар'єра
1994 року виграв у Беїле-Херкулане звання віце-чемпіона Європи серед юніорів до 16 років, рік по тому в Гуарапуаві - бронзову медаль (позаду Роберта Кемпіньського і Еміля Сутовського) чемпіонату світу в категорії до 18 років, тоді як 1996 року (у Рімавскій Соботі) - срібну медаль чемпіонату Європи до 18 років (позаду Руслана Пономарьова). У 1999, 2001 і 2004 роках тричі брав участь у турнірах на першість світу за версією ФІДЕ, які проходили за олімпійською системою, кожного разу дістаючись 2-го раунду (у перших двох випадках двічі програв з Майклові Адамсу, а третього разу - Олександрові Бєлявському). 1999 року представляв свою країну на командному чемпіонаті Європи , який відбувся в Батумі , а також пробився в півфінал чемпіонату Росії, у якому програв Костянтину Сакаєву). 2003 року посів 7-ме місце на чемпіонаті Європи у Стамбулі.
До індивідуальних успіхів Михайла Кобалії належать перемоги, зокрема, у таких містах, як: Москва (1992 і 1996), Сочі (1998), Санкт-Петербург (2001, меморіал Михайла Чигоріна), Харків (2002), Біль (2005),Острів Мен (2007, разом з Захаром Єфименком, Матеушем Бартелем, Майклом Ройзом, Юрієм Яковичем і Віталієм Голодом) і в Тромсе (2010, разом з Мануелем Леоном Хойосом).
Найвищий рейтинг Ело в кар'єрі мав станом на 1 травня 2011 року, досягнувши 2679 очок займав тоді 61-ше місце в світовому рейтинг-листі ФІДЕ, одночасно займаючи 18-те місце серед російських шахістів.

## Політична позиція
На початку повномасштабного російського вторгнення в Україну підписав лист-звернення до Путіна «проти воєнних дій на території України».